# Simon J. Ortiz
Simon J. Ortiz (nascut el 27 de maig de 1941) és un escripor amerindi de la tribu Pueblo Acoma, i una de les figures clau en la segona onadada del que s'ha anomenat renaixença ameríndia. És un dels poetes nadius nord-americans més respectats i llegits.

## Antecedents
Ortiz és membre del Clan de l'Àguila. Es va criar al poble d'Acoma de McCartys (el nom keres és "Deetzeyaamah"), i parlava només keres a casa. El seu pare, treballador del ferrocarril i tallador de fusta, era un ancià en el clan que estava a càrrec de mantenir el coneixement i els costums religioses de la tribu.
Ortiz assistí a l'escola de McCartys fins al sisè grau, després va ser enviat a la St. Catherine's Indian School de Santa Fe, com la majoria dels nens nadius d'aleshores que foren enviats a internats amerindis. L'intent de proporcionar un ensenyament en anglès, els internats van tractar d'assimilar els nens nadius americans en la cultura dominant "d'Amèrica", i els van prohibir terminantment parlar seus propis idiomes nadius. D'aquesta manera, el jove Ortiz va començar a lluitar amb una aguda consciència de la dissonància cultural, li va donar forma i va començar a escriure sobre les seves experiències i pensaments en els seus diaris i contes. Mentre era frustrat amb la seva situació, es va convertir en un lector voraç i va desenvolupar un amor apassionat pel llenguatge, la lectura del que pogués tenir a les mans, incloent diccionaris, que se sentia deixar la seva ment viatjar dins d'un "estat de sorpresa."
Trist per la seva família i per la comunitat, Ortiz es va desil·lusionar amb St Catherine. Va ser transferit a l'Albuquerque Indian School, que donava classes de plomeria i mecànica. Va prendre metall i fusteria, però el seu pare s'oposava a la perspectiva que el futur del seu fill estava en el treball manual. No obstant això, l'endemà de graduar-se a la Grants High School (a Grants (Nou Mèxic) prop d'Acoma) Ortiz va començar a treballar com a obrer a Kerr-McGee, una planta d'urani. Interessat a ser químic, inicialment va sol·licitar un càrrec de tècnic. En el seu lloc, se li va fer un de mecanògraf, aviat relegat a manejar una trituradora, i després promogut com a operador semi-qualificat. La seva experiència com a obrer miner més tard inspiraria la seva obra, "Fight Back: For the Sake of the People, for the Sake of the Land." 
Ortiz finalment va estalviar prou diners per inscriure's al Fort Lewis College a Durango, Colorado, com un oficial químic amb l'ajuda d'una beca educativa de la BIA. Mentre era captivat per la llengua i la literatura, el jove Ortiz mai va considerar posar-se a escriure de debò; en aquest moment, no era una carrera que semblés viable per als pobles nadius; que era "una professió només per als blancs."

## Carrera literària
Després d'un període de tres anys en l'Exèrcit dels Estats Units, Ortiz es va matricular a la Universitat de Nou Mèxic. Allà, va descobrir algunes veus ètniques dins el cànon de la literatura estatunidenca i va començar a perseguir l'escriptura com una forma d'expressar la veu en general inaudita del nadiu americà que només estava començant a sorgir enmig de l'activisme polític.
Dos anys més tard, el 1968, va rebre una beca per escriure a la Universitat d'Iowa en el Programa Internacional d'Escriptors.
El 1988 va ser nomenat com a intèrpret tribal del Pueblo Acoma, i el 1989 es va convertir en el primer tinent governador del pueblo. El 1982, es va convertir en un editor de consulta de Pueblo of Acoma Press.

## Carrera acadèmica
Des de 1968, Ortiz ha ensenyat escriptura creativa i la literatura americana nativa en diverses institucions, incloent la Universitat Estatal de Sant Diego, l'Institut d'Arts Índies Americanes de Santa Fe, Navajo Community College, el College of Marin, la Universitat de Nou Mèxic, Universitat Gleska Sinte i la Universitat de Toronto. Actualment és professor a Universitat Estatal d'Arizona.

## Premis i honors
Ortiz és guanyador del Premi Humanitari Consell d'Humanitats de Nou Mèxic, el Fons Nacional de les Arts Discovery Award, el Premi d'Escriptor Lila Wallace Reader's Digest, una Beca National Endowment for the Arts, i va ser un poeta homenatjat reconegut en la salutació a la poesia a la Casa Blanca en 1981.
En 1981, From Sand Creek: Rising In This Heart Which Is Our America, va rebre el Premi Pushcart Prize de poesia.
Ortiz va rebre el Lifetime Achievement Award del Festival d'Escriptors Amerindis Returning the Gift (the Wordcraft Circle of Native Writers and Storytellers) i el Cercle d'Escriptors Nadius d'Amèrica (1993).

## Obres
- "My Father's Song" (poema; 1976 en Going for the Rain)
- A Good Journey (1977)
- The people shall continue (Fifth world tales) (1977)
- Howbah Indians: Stories (1978)
- Song, Poetry, and Language (1978)
- Fight Back: For the Sake of the People, For the Sake of the Land (1980)
- A Poem is a Journey (1981)
- From Sand Creek: Rising In This Heart Which Is Our America (1981)
- Changing the Routine: Selected Short Stories (1982)
- Blue and Red (1982)
- The Importance of Childhood (1982)
- This America (1983)
- A Good Journey (1984)
- Fightin': New and Collected Stories (1984)
- Always the Stories (1984)
- The Creative Press (1985)
- Earth Power Coming: Short Fiction in Native American Literature (1988)
- The People Shall Continue (1988)
- Woven Stone (selected works) (1992)
- After and Before the Lightning (1994)
- Center (1995)
- Speaking for the Generations: Native Writers on Writing, editor (1998)
- Men on the Moon: Collected Short Stories (1999)
- Out There Somewhere (2002)
- The Good Rainbow Road: Rawa Kashtyaa'tsi Hiyaani (A Native American Tale in Keres) (2004)

- Ortiz, Simon J. "What We See: A Perspective on Chaco Canyon and Pueblo Ancestry," Chaco Canyon: A Center and Its World. Museum of New Mexico Press, 1994.